# Les vrais durs ne dansent pas (film)
Pour les articles homonymes, voir Les vrais durs ne dansent pas.
Pour plus de détails, voir Fiche technique et Distribution.
Les vrais durs ne dansent pas (titre original : Tough Guys Don't Dance) est un film américain réalisé par Norman Mailer, sorti en 1987.
Il s'agit d'une adaptation du roman éponyme de Norman Mailer lui-même publié en 1984.

## Synopsis
Tim Madden, écrivain alcoolique, voit son destin basculer après sa rupture avec Madeleine.
Il s'installe à Princetown, épousant Patty Lareine, une femme ayant quitté son mari fortuné, Wardley Meeks. La routine de Tim est brisée quand il découvre une tête décapitée à l'endroit où il cachait sa drogue.
Impliqué dans ce meurtre mystérieux, il peine à reconstituer les faits, s'interrogeant sur sa propre culpabilité alors qu'il est couvert de sang. En quête de secours, il sollicite l'aide de son père pour démêler cette énigme criminelle.

## Fiche technique
- Titre français : Les vrais durs ne dansent pas
- Titre original : Tough Guys Don't Dance
- Réalisation : Norman Mailer
- Scénario : Norman Mailer, d'après son roman Tough Guys Don't Dance
- Directeur de la photographie : John Bailey
- Musique : Angelo Badalamenti
- Monteuse : Debra McDermott
- Producteurs : Yoram Globus, Francis Ford Coppola, Tom Luddy, Menahem Golan
- Société de production : Golan-Globus Productions, Zoetrope Studios
- Société de distribution : Cannon Film Distributors
- Genre : Comédie dramatique, Film policier, Film d'action, Thriller
- Pays de production :  États-Unis
- Durée : 110 minutes
- Dates de sortie :
  - États-Unis : 18 septembre 1987
  - France : 4 novembre 1987

## Distribution
- Ryan O'Neal : Tim Madden
- Isabella Rossellini : Madeleine Regency
- Debra Stipe : Patty Lareine
- Wings Hauser : Capt. Alvin Luther Regency
- John Bedford Lloyd : Wardley Meeks III
- Lawrence Tierney : Dougy Madden
- Penn Jillette : Big Stoop
- Frances Fisher : Jessica Pond
- R. Patrick Sullivan : Lonnie Pangborn
- John Snyder
- Stephan Morrow
- Clarence Williams III
- Kathryn Sanders
- Ira Lewis
- Ed Setrakian
- Jodi Faith Cahn